# Pedro de Zuñiga y Manrique de Lara
Pedro de Zúñiga y Manrique de Lara (1430 - 1484), noble espanyol de la Casa de Zúñiga, II comte de Banyesssis, I comte d'Ayamonte, i hereu del ducat de Béjar com a fill primogènit de Álvaro de Zúñiga y Guzmán i de la seva primera esposa Leonor Manrique de Lara. No obstant això, va morir quatre anys abans que el seu pare, en 1484, pel que no va arribar a succeir-li.
Va contreure matrimoni en 1454 amb Teresa de Guzmán, IV senyora d'Ayamonte, filla del I duc de Medina-Sidonia, Juan Alonso Pérez de Guzmán. Van tenir 4 homes i 4 dones: Álvaro, que es convertiria en II duc de Béjar i Plasencia a la mort del seu avi, Francisco, que seria I marquès d'Ayamonte, Antonio, Prior a Castella de l'Orde de Sant Joan de Jerusalem avui Orde de Malta i Virrei de Catalunya del 1523 al 1525, Bernardo, Comanador de l'Orde d'Alcántara, Leonor, casada amb Juan Alonso Pérez de Guzmán, V comte de Boira, III duc de Medina Sidonia, Juana, casada amb Carlos Ramírez de Arellano, II comte d'Aguilar de Inestrillas, Elvira, casada amb Estéban d'Àvila y Toledo, II comte de Risco, Isabel, casada amb Gonzalo Mariño de Ribera, alcaide de Bugia.